# 沼生橐吾
沼生橐吾（学名：Ligularia lamarum）是菊科橐吾属的植物。分布于缅甸以及中国大陆的云南、甘肃、西藏等地，生长于海拔3,300米至4,360米的地区，见于灌丛、潮湿草地、沼泽地以及林下，目前尚未由人工引种栽培。

## 别名
日伙（四川藏族名）

## 异名
- Ligularia angustiligulata Chang